# シェルピンスキー集合
数学において、シェルピンスキー集合（シェルピンスキーしゅうごう、Sierpiński set）とは実ベクトル空間の不可算な部分集合であって、全てのルベーグ零集合との交わりが高々可算であるものである。シェルピンスキー集合の存在性はZFCの公理と独立である。 Sierpiński (1924)では連続体仮説が真であれば存在することが示されている。その一方で、ℵ1に対するマーティンの公理が成立するとき、存在しないことが証明されている。シェルピンスキー集合は弱ルジン集合であるが、ルジン集合ではない(Kunen 2011, p. 376)。

## シェルピンスキー集合の例
2ℵ0 個の R の測度0の部分集合の族であって、どんな測度0の集合も族の要素どれかの部分集合になっているようなものを選ぶ。連続体仮説によって、可算順序数 α に対しての Sα として番号付けできる。各可算順序数 β に対して実数 xβ を α<β である Sα のどこにも入っていないものとして選ぶ。これは R 全体が測度0の集合の可算な和にならないことから可能である。不可算な集合 X を xβ 全体で定義すると、これは各 Sα と可算にしか交わらない、すなわちシェルピンスキー集合になっている。
シェルピンスキー集合で加法についての部分群であるようなものも構成できる。上の構成で実数 xβ を選ぶときにそれが(Sα + X)/n (ただし α < β )の形のどの集合にも属さないように取ればよい、ここで n は正の整数であり、 X は xα (ただし α < β )の整数係数線型結合である。この形の集合は可算個しかないので可能である。そこで、選んだ数によって生成される群はシェルピンスキー集合であって加法についての群になっている。こういった構成のさらに複雑なバリエーションによって、シェルピンスキー集合であって実数空間の部分体や実閉部分体であるものが構成できる。